# مارك أرمسترونغ
مارك أرمسترونغ (بالإنجليزية: Mark Armstrong)‏ (1 يناير 1953 بنيوزيلندا - ) هو لاعب كرة قدم نيوزلندي في مركز الهجوم. شارك مع منتخب نيوزيلندا لكرة القدم. أما مع النوادي، فقد لعب مع Manurewa AFC ‏.

## وصلات خارجية
- مارك أرمسترونغ على موقع ناشيونال فوتبول تيمز (الإنجليزية)